# Kazimierz Reicher
Kazimierz Reicher pseudonim „Gryf” i „Pomian” (ur. 22 października 1892 w Sosnowcu, zm. 4 lipca 1944) – przedsiębiorca, działacz polskiego ruchu oporu w czasie II wojny światowej.

## Życiorys
Kazimierz Reicher urodził się 22 października 1892 w Sosnowcu w rodzinie żydowskiego pochodzenia. Był synem Stanisława i Marii z Perlmutterów. W 1914 wraz z bratem Michałem przyjął chrzest w kościele św. Stanisława w Czeladzi. Studia o profilu ekonomicznym ukończył na Uniwersytecie w Birmingham. Po studiach, w 1918 wstąpił do wojska i dostał przydział do 3 pułku ułanów śląskich. Po krótkim epizodzie pracy w przemyśle, prowadził w Ołtarzewie gospodarstwo ogrodnicze. Był mocno zaangażowany w pracę społeczną na terenie Ołtarzewa i Ożarowa Mazowieckiego. Był strażakiem (wiceprezesem) i współzałożycielem Ochotniczej Straży Pożarnej w Ożarowie Mazowieckim. Był współwłaścicielem majątku w Ożarowie Mazowieckim, w tym dworku Reicherów.
Pod koniec 1939 był obok Zygmunta Holewińskiego i ks. Stanisława Wierzbicy – rektora seminarium Ks. Pallotynów w Ołtarzewie w grupie organizatorów konspiracyjnych struktur walki z okupantem. W lutym 1940 wszedł w skład sztabu VII Rejonu „Jaworzyn” VII Obwodu „Obroża” Związku Walki Zbrojnej Armii Krajowej. Przyjął pseudonim „Gryf”, ale używał również pseudonimu „Pomian”. Był redaktorem konspiracyjnego, lokalnego pisma „Wiadomości Podwarszawskie”. Przez pewien czas w jego gospodarstwie działała maszyna drukarska, przeniesiona ostatecznie do domu Zygmunta Holewińskiego. Ponadto, w ożarowskim dworku, którego był współwłaścicielem działała tajna radiostacja i znajdował się magazyn broni.
Jak twierdzi Izabella Olędzka-Graffstein:

Zaangażowanie Kazimierza Reichera w walkę z okupantem i odwagę należy podziwiać tym bardziej, że wygląd jego mógł zdradzać pochodzenie semickie.

Gestapo wpadło na jego trop, o czym został w porę poinformowany. Od 1942 ukrywał się początkowo w Warszawie, a później w Kazimierzu Dolnym u przyjaciela rodziny prof. Antoniego Michalaka. Tam został jednak rozpoznany i zdradzony przez ogrodnika pracującego niegdyś w Zakładzie Ogrodniczym Girdwoyna w Ołtarzewie i rozstrzelany przez hitlerowców w nocy z 3 na 4 lipca 1944. Według relacji zachowanych w rodzinie Reicherów został rozpoznany przez osobę, która krótko pracowała w Zakładzie Girdwoyna i zabity przez nią oraz dwie inne osoby, a ciało zostało wrzucone do rzeki.

## Odznaczenia
Przyznane pośmiertnie przez dowództwo Armii Krajowej w Londynie.
- Medal Wojska
- Krzyż Armii Krajowej
- Krzyż Walecznych